# Tour de l'Algarve 2025
Le Tour de l'Algarve 2025 (officiellement nommé Volta ao Algarve 2025) est la 51e édition de cette course cycliste par étapes masculine. Il a lieu dans l'Algarve, dans le sud du Portugal, du 19 au 23 février 2025. Il se déroule sur cinq étapes et fait partie du calendrier UCI ProSeries 2025 (deuxième niveau mondial) en catégorie 2.Pro.

## Équipes participantes
25 équipes participent à ce Tour de l'Algarve - 13 WorldTeams, 3 ProTeams et 9 équipes continentales.
| WorldTeams (13)- Alpecin-Deceuninck - Bahrain-Victorious - Cofidis - EF Education-EasyPost - Groupama-FDJ - Ineos Grenadiers - Intermarché-Wanty - Lidl-Trek - Red Bull-BORA-hansgrohe - Soudal Quick-Step - Team Picnic-PostNL - Team Visma \| Lease a Bike - UAE Team Emirates XRG ProTeams (3)- Lotto - Caja Rural-Seguros RGA - Tudor Pro Cycling Team Équipes continentales (9)- AP Hotels & Resorts-Tavira-SC Farense - Aviludo-Louletano-Loulé - Credibom-LA Alumínios-Marcos Car - Efapel Cycling - Feirense-Beeceler - GI Group Holding-Simoldes-UDO - Rádio Popular-Paredes-Boavista - Anicolor/Tien 21 - Tavfer-Ovos Matinados-Mortágua |
| |

## Étapes
| Étape     | Date    | Villes étapes                       | type                        | Distance (km) | Vainqueur d'étape | Leader du classement général |
| --------- | ------- | ----------------------------------- | --------------------------- | ------------- | ----------------- | ---------------------------- |
| 1re étape | 19 fév. | Portimão – Lagos                    | étape vallonnée             | 190           | annulé/abandonné  | annulé/abandonné             |
| 2e étape  | 20 fév. | Lagoa – Alto da Fóia                | étape de moyenne montagne   | 177,6         | Jan Christen      | Jan Christen                 |
| 3e étape  | 21 fév. | Vila Real de Santo António – Tavira | étape vallonnée             | 183,5         | Jordi Meeus       | Jan Christen                 |
| 4e étape  | 22 fév. | Albufeira – Faro                    | étape vallonnée             | 175,2         | Milan Fretin      | Jan Christen                 |
| 5e étape  | 23 fév. | Salir – Alto do Malhão              | contre-la-montre individuel | 19,6          | Jonas Vingegaard  | Jonas Vingegaard             |

## Parcours
Ce Tour de l'Algarve 2025 se compose de trois étapes vallonnées (1re, 3e et 4e étapes) pouvant convenir aux sprinteurs, d'une étape avec arrivée au sommet (2e étape) et d'un contre-la-montre de 19,6 kilomètres (5e étape).

## Favoris
En l'absence du vainqueur sortant Remco Evenepoel, en convalescence, le grand favori est le Danois Jonas Vingegaard (Visma Lease a Bike) qui opère sa rentrée six mois après sa dernière course. Son principal adversaire est le Slovène Primož Roglič (Red Bull Bora Hansgrohe). La victoire finale devrait se jouer entre ces deux hommes. 
Parmi les outsiders ou candidats au podium, on peut notamment citer le Portugais João Almeida (UAE Team Emirates-XRG), l'Italien Antonio Tiberi (Bahrain-Victorious), le Néerlandais Thymen Arensman (Ineos Grenadiers), le Britannique Tao Geoghegan Hart (Lidl-Trek), le Belge Ilan Van Wilder (Soudal Quick-Step) et le Français Romain Bardet (Team Picnic PostNL)

## Déroulement de la course

### 1reétape
À la sortie du dernier rond-point placé à moins d'un kilomètre de l'arrivée, le peloton et la grosse majorité des candidats à la victoire se sont retrouvés du mauvais côté de la dernière ligne droite à quatre bandes. Filippo Ganna, l'un des rares coureurs à avoir pris la bonne direction, l'emporte sans sprinter. Mais finalement, les résultats de l'étape sont annulés.

### 2eétape
Le Suisse Jan Christen (UAE Emirates XRG), dernier membre du groupe de quatre attaquants, résiste au retour des favoris précédés par son leader João Almeida qui lui permet de remporter la victoire au sommet de l'Alto da Fóia.
| \| Classement de l'étape \| Classement de l'étape \| Classement de l'étape \| Classement de l'étape \| Classement de l'étape \| \| Coureur \| Coureur \| Pays \| Équipe \| Temps \| \| --------------------- \| --------------------- \| --------------------- \| -------------------------- \| --------------------- \| \| 1er \| Jan Christen \| Suisse \| UAE Team Emirates XRG \| 4 h 28 min 44 s \| \| 2e \| João Almeida \| Portugal \| UAE Team Emirates XRG \| + 0 s \| \| 3e \| Laurens De Plus \| Belgique \| Ineos Grenadiers \| + 7 s \| \| 4e \| Romain Bardet \| France \| Team Picnic-PostNL \| + 8 s \| \| 5e \| António Morgado \| Portugal \| UAE Team Emirates XRG \| + 10 s \| \| 6e \| Jonas Vingegaard \| Danemark \| Team Visma \\| Lease a Bike \| + 10 s \| \| 7e \| Luca Vergallito \| Italie \| Alpecin-Deceuninck \| + 10 s \| \| 8e \| Tao Geoghegan Hart \| Royaume-Uni \| Lidl-Trek \| + 13 s \| \| 9e \| Primož Roglič \| Slovénie \| Red Bull-Bora-Hansgrohe \| + 23 s \| \| 10e \| Neilson Powless \| États-Unis \| EF Education-EasyPost \| + 26 s \| |                    |             |                            |                 |
| |                    |             |                            |                 |
| |                    |             |                            |                 |
| Classement de l'étape |                    |             |                            |                 |
| Coureur | Coureur            | Pays        | Équipe                     | Temps           |
| 1er | Jan Christen       | Suisse      | UAE Team Emirates XRG      | 4 h 28 min 44 s |
| 2e | João Almeida       | Portugal    | UAE Team Emirates XRG      | + 0 s           |
| 3e | Laurens De Plus    | Belgique    | Ineos Grenadiers           | + 7 s           |
| 4e | Romain Bardet      | France      | Team Picnic-PostNL         | + 8 s           |
| 5e | António Morgado    | Portugal    | UAE Team Emirates XRG      | + 10 s          |
| 6e | Jonas Vingegaard   | Danemark    | Team Visma \| Lease a Bike | + 10 s          |
| 7e | Luca Vergallito    | Italie      | Alpecin-Deceuninck         | + 10 s          |
| 8e | Tao Geoghegan Hart | Royaume-Uni | Lidl-Trek                  | + 13 s          |
| 9e | Primož Roglič      | Slovénie    | Red Bull-Bora-Hansgrohe    | + 23 s          |
| 10e | Neilson Powless    | États-Unis  | EF Education-EasyPost      | + 26 s          |

| \| Classement général \| Classement général \| Classement général \| Classement général \| Classement général \| \| Coureur \| Coureur \| Pays \| Équipe \| Temps \| \| ------------------ \| ------------------ \| ------------------ \| -------------------------- \| ------------------ \| \| 1er \| Jan Christen \| Suisse \| UAE Team Emirates XRG \| 4 h 28 min 34 s \| \| 2e \| João Almeida \| Portugal \| UAE Team Emirates XRG \| + 4 s \| \| 3e \| Laurens De Plus \| Belgique \| Ineos Grenadiers \| + 13 s \| \| 4e \| Romain Bardet \| France \| Team Picnic-PostNL \| + 18 s \| \| 5e \| António Morgado \| Portugal \| UAE Team Emirates XRG \| + 20 s \| \| 6e \| Jonas Vingegaard \| Danemark \| Team Visma \\| Lease a Bike \| + 20 s \| \| 7e \| Luca Vergallito \| Italie \| Alpecin-Deceuninck \| + 20 s \| \| 8e \| Tao Geoghegan Hart \| Royaume-Uni \| Lidl-Trek \| + 23 s \| \| 9e \| Primož Roglič \| Slovénie \| Red Bull-Bora-Hansgrohe \| + 23 s \| \| 10e \| Neilson Powless \| États-Unis \| EF Education-EasyPost \| + 26 s \| |                    |             |                            |                 |
| |                    |             |                            |                 |
| |                    |             |                            |                 |
| Classement général |                    |             |                            |                 |
| Coureur | Coureur            | Pays        | Équipe                     | Temps           |
| 1er | Jan Christen       | Suisse      | UAE Team Emirates XRG      | 4 h 28 min 34 s |
| 2e | João Almeida       | Portugal    | UAE Team Emirates XRG      | + 4 s           |
| 3e | Laurens De Plus    | Belgique    | Ineos Grenadiers           | + 13 s          |
| 4e | Romain Bardet      | France      | Team Picnic-PostNL         | + 18 s          |
| 5e | António Morgado    | Portugal    | UAE Team Emirates XRG      | + 20 s          |
| 6e | Jonas Vingegaard   | Danemark    | Team Visma \| Lease a Bike | + 20 s          |
| 7e | Luca Vergallito    | Italie      | Alpecin-Deceuninck         | + 20 s          |
| 8e | Tao Geoghegan Hart | Royaume-Uni | Lidl-Trek                  | + 23 s          |
| 9e | Primož Roglič      | Slovénie    | Red Bull-Bora-Hansgrohe    | + 23 s          |
| 10e | Neilson Powless    | États-Unis  | EF Education-EasyPost      | + 26 s          |

### 3eétape
| \| Classement de l'étape \| Classement de l'étape \| Classement de l'étape \| Classement de l'étape \| Classement de l'étape \| \| Coureur \| Coureur \| Pays \| Équipe \| Temps \| \| --------------------- \| --------------------- \| --------------------- \| -------------------------- \| --------------------- \| \| 1er \| Jordi Meeus \| Belgique \| Red Bull-Bora-Hansgrohe \| 4 h 18 min 34 s \| \| 2e \| Biniam Girmay \| Érythrée \| Intermarché-Wanty \| + 0 s \| \| 3e \| Arnaud De Lie \| Belgique \| Lotto \| + 0 s \| \| 4e \| Casper van Uden \| Pays-Bas \| Team Picnic-PostNL \| + 0 s \| \| 5e \| Milan Fretin \| Belgique \| Cofidis \| + 0 s \| \| 6e \| Madis Mihkels \| Estonie \| EF Education-EasyPost \| + 0 s \| \| 7e \| Wout van Aert \| Belgique \| Team Visma \\| Lease a Bike \| + 0 s \| \| 8e \| Santiago Mesa \| Colombie \| Efapel Cycling \| + 0 s \| \| 9e \| Samuel Watson \| Royaume-Uni \| Ineos Grenadiers \| + 0 s \| \| 10e \| Johan Jacobs \| Suisse \| Groupama-FDJ \| + 0 s \| |                 |             |                            |                 |
| |                 |             |                            |                 |
| |                 |             |                            |                 |
| Classement de l'étape |                 |             |                            |                 |
| Coureur | Coureur         | Pays        | Équipe                     | Temps           |
| 1er | Jordi Meeus     | Belgique    | Red Bull-Bora-Hansgrohe    | 4 h 18 min 34 s |
| 2e | Biniam Girmay   | Érythrée    | Intermarché-Wanty          | + 0 s           |
| 3e | Arnaud De Lie   | Belgique    | Lotto                      | + 0 s           |
| 4e | Casper van Uden | Pays-Bas    | Team Picnic-PostNL         | + 0 s           |
| 5e | Milan Fretin    | Belgique    | Cofidis                    | + 0 s           |
| 6e | Madis Mihkels   | Estonie     | EF Education-EasyPost      | + 0 s           |
| 7e | Wout van Aert   | Belgique    | Team Visma \| Lease a Bike | + 0 s           |
| 8e | Santiago Mesa   | Colombie    | Efapel Cycling             | + 0 s           |
| 9e | Samuel Watson   | Royaume-Uni | Ineos Grenadiers           | + 0 s           |
| 10e | Johan Jacobs    | Suisse      | Groupama-FDJ               | + 0 s           |

| \| Classement général \| Classement général \| Classement général \| Classement général \| Classement général \| \| Coureur \| Coureur \| Pays \| Équipe \| Temps \| \| ------------------ \| ------------------ \| ------------------ \| -------------------------- \| ------------------ \| \| 1er \| Jan Christen \| Suisse \| UAE Team Emirates XRG \| 8 h 47 min 08 s \| \| 2e \| João Almeida \| Portugal \| UAE Team Emirates XRG \| + 4 s \| \| 3e \| Laurens De Plus \| Belgique \| Ineos Grenadiers \| + 13 s \| \| 4e \| António Morgado \| Portugal \| UAE Team Emirates XRG \| + 20 s \| \| 5e \| Jonas Vingegaard \| Danemark \| Team Visma \\| Lease a Bike \| + 20 s \| \| 6e \| Luca Vergallito \| Italie \| Alpecin-Deceuninck \| + 20 s \| \| 7e \| Primož Roglič \| Slovénie \| Red Bull-Bora-Hansgrohe \| + 23 s \| \| 8e \| Tao Geoghegan Hart \| Royaume-Uni \| Lidl-Trek \| + 23 s \| \| 9e \| Romain Grégoire \| France \| Groupama-FDJ \| + 26 s \| \| 10e \| Neilson Powless \| États-Unis \| EF Education-EasyPost \| + 26 s \| |                    |             |                            |                 |
| |                    |             |                            |                 |
| |                    |             |                            |                 |
| Classement général |                    |             |                            |                 |
| Coureur | Coureur            | Pays        | Équipe                     | Temps           |
| 1er | Jan Christen       | Suisse      | UAE Team Emirates XRG      | 8 h 47 min 08 s |
| 2e | João Almeida       | Portugal    | UAE Team Emirates XRG      | + 4 s           |
| 3e | Laurens De Plus    | Belgique    | Ineos Grenadiers           | + 13 s          |
| 4e | António Morgado    | Portugal    | UAE Team Emirates XRG      | + 20 s          |
| 5e | Jonas Vingegaard   | Danemark    | Team Visma \| Lease a Bike | + 20 s          |
| 6e | Luca Vergallito    | Italie      | Alpecin-Deceuninck         | + 20 s          |
| 7e | Primož Roglič      | Slovénie    | Red Bull-Bora-Hansgrohe    | + 23 s          |
| 8e | Tao Geoghegan Hart | Royaume-Uni | Lidl-Trek                  | + 23 s          |
| 9e | Romain Grégoire    | France      | Groupama-FDJ               | + 26 s          |
| 10e | Neilson Powless    | États-Unis  | EF Education-EasyPost      | + 26 s          |

### 4eétape
| \| Classement de l'étape \| Classement de l'étape \| Classement de l'étape \| Classement de l'étape \| Classement de l'étape \| \| Coureur \| Coureur \| Pays \| Équipe \| Temps \| \| --------------------- \| --------------------- \| --------------------- \| -------------------------- \| --------------------- \| \| 1er \| Milan Fretin \| Belgique \| Cofidis \| 4 h 03 min 31 s \| \| 2e \| Jordi Meeus \| Belgique \| Red Bull-Bora-Hansgrohe \| + 0 s \| \| 3e \| Filippo Ganna \| Italie \| Ineos Grenadiers \| + 0 s \| \| 4e \| Arnaud De Lie \| Belgique \| Lotto \| + 0 s \| \| 5e \| Biniam Girmay \| Érythrée \| Intermarché-Wanty \| + 0 s \| \| 6e \| Madis Mihkels \| Estonie \| EF Education-EasyPost \| + 0 s \| \| 7e \| Wout van Aert \| Belgique \| Team Visma \\| Lease a Bike \| + 0 s \| \| 8e \| Nicolò Buratti \| Italie \| Bahrain Victorious \| + 0 s \| \| 9e \| Casper van Uden \| Pays-Bas \| Team Picnic-PostNL \| + 0 s \| \| 10e \| Jasper Stuyven \| Belgique \| Lidl-Trek \| + 0 s \| |                 |          |                            |                 |
| |                 |          |                            |                 |
| |                 |          |                            |                 |
| Classement de l'étape |                 |          |                            |                 |
| Coureur | Coureur         | Pays     | Équipe                     | Temps           |
| 1er | Milan Fretin    | Belgique | Cofidis                    | 4 h 03 min 31 s |
| 2e | Jordi Meeus     | Belgique | Red Bull-Bora-Hansgrohe    | + 0 s           |
| 3e | Filippo Ganna   | Italie   | Ineos Grenadiers           | + 0 s           |
| 4e | Arnaud De Lie   | Belgique | Lotto                      | + 0 s           |
| 5e | Biniam Girmay   | Érythrée | Intermarché-Wanty          | + 0 s           |
| 6e | Madis Mihkels   | Estonie  | EF Education-EasyPost      | + 0 s           |
| 7e | Wout van Aert   | Belgique | Team Visma \| Lease a Bike | + 0 s           |
| 8e | Nicolò Buratti  | Italie   | Bahrain Victorious         | + 0 s           |
| 9e | Casper van Uden | Pays-Bas | Team Picnic-PostNL         | + 0 s           |
| 10e | Jasper Stuyven  | Belgique | Lidl-Trek                  | + 0 s           |

| \| Classement général \| Classement général \| Classement général \| Classement général \| Classement général \| \| Coureur \| Coureur \| Pays \| Équipe \| Temps \| \| ------------------ \| ------------------ \| ------------------ \| -------------------------- \| ------------------ \| \| 1er \| Jan Christen \| Suisse \| UAE Team Emirates XRG \| 12 h 50 min 45 s \| \| 2e \| João Almeida \| Portugal \| UAE Team Emirates XRG \| + 4 s \| \| 3e \| Laurens De Plus \| Belgique \| Ineos Grenadiers \| + 7 s \| \| 4e \| António Morgado \| Portugal \| UAE Team Emirates XRG \| + 14 s \| \| 5e \| Luca Vergallito \| Italie \| Alpecin-Deceuninck \| + 20 s \| \| 6e \| Jonas Vingegaard \| Danemark \| Team Visma \\| Lease a Bike \| + 20 s \| \| 7e \| Primož Roglič \| Slovénie \| Red Bull-Bora-Hansgrohe \| + 23 s \| \| 8e \| Tao Geoghegan Hart \| Royaume-Uni \| Lidl-Trek \| + 23 s \| \| 9e \| Quinten Hermans \| Belgique \| Alpecin-Deceuninck \| + 23 s \| \| 10e \| Romain Grégoire \| France \| Groupama-FDJ \| + 26 s \| |                    |             |                            |                  |
| |                    |             |                            |                  |
| |                    |             |                            |                  |
| Classement général |                    |             |                            |                  |
| Coureur | Coureur            | Pays        | Équipe                     | Temps            |
| 1er | Jan Christen       | Suisse      | UAE Team Emirates XRG      | 12 h 50 min 45 s |
| 2e | João Almeida       | Portugal    | UAE Team Emirates XRG      | + 4 s            |
| 3e | Laurens De Plus    | Belgique    | Ineos Grenadiers           | + 7 s            |
| 4e | António Morgado    | Portugal    | UAE Team Emirates XRG      | + 14 s           |
| 5e | Luca Vergallito    | Italie      | Alpecin-Deceuninck         | + 20 s           |
| 6e | Jonas Vingegaard   | Danemark    | Team Visma \| Lease a Bike | + 20 s           |
| 7e | Primož Roglič      | Slovénie    | Red Bull-Bora-Hansgrohe    | + 23 s           |
| 8e | Tao Geoghegan Hart | Royaume-Uni | Lidl-Trek                  | + 23 s           |
| 9e | Quinten Hermans    | Belgique    | Alpecin-Deceuninck         | + 23 s           |
| 10e | Romain Grégoire    | France      | Groupama-FDJ               | + 26 s           |

### 5eétape
| \| Classement de l'étape \| Classement de l'étape \| Classement de l'étape \| Classement de l'étape \| Classement de l'étape \| \| Coureur \| Coureur \| Pays \| Équipe \| Temps \| \| --------------------- \| --------------------- \| --------------------- \| -------------------------- \| --------------------- \| \| 1er \| Jonas Vingegaard \| Danemark \| Team Visma \\| Lease a Bike \| 28 s \| \| 2e \| Wout van Aert \| Belgique \| Team Visma \\| Lease a Bike \| + 0 s \| \| 3e \| Antonio Tiberi \| Italie \| Bahrain Victorious \| + 0 s \| \| 4e \| Romain Grégoire \| France \| Groupama-FDJ \| + 0 s \| \| 5e \| Maximilian Schachmann \| Allemagne \| Soudal Quick-Step \| + 0 s \| \| 6e \| João Almeida \| Portugal \| UAE Team Emirates XRG \| + 0 s \| \| 7e \| Neilson Powless \| États-Unis \| EF Education-EasyPost \| + 0 s \| \| 8e \| Laurens De Plus \| Belgique \| Ineos Grenadiers \| + 0 s \| \| 9e \| Ilan Van Wilder \| Belgique \| Soudal Quick-Step \| + 0 s \| \| 10e \| Jakob Söderqvist \| Suède \| Lidl-Trek Future Racing \| + 0 s \| |                       |            |                            |       |
| |                       |            |                            |       |
| |                       |            |                            |       |
| Classement de l'étape |                       |            |                            |       |
| Coureur | Coureur               | Pays       | Équipe                     | Temps |
| 1er | Jonas Vingegaard      | Danemark   | Team Visma \| Lease a Bike | 28 s  |
| 2e | Wout van Aert         | Belgique   | Team Visma \| Lease a Bike | + 0 s |
| 3e | Antonio Tiberi        | Italie     | Bahrain Victorious         | + 0 s |
| 4e | Romain Grégoire       | France     | Groupama-FDJ               | + 0 s |
| 5e | Maximilian Schachmann | Allemagne  | Soudal Quick-Step          | + 0 s |
| 6e | João Almeida          | Portugal   | UAE Team Emirates XRG      | + 0 s |
| 7e | Neilson Powless       | États-Unis | EF Education-EasyPost      | + 0 s |
| 8e | Laurens De Plus       | Belgique   | Ineos Grenadiers           | + 0 s |
| 9e | Ilan Van Wilder       | Belgique   | Soudal Quick-Step          | + 0 s |
| 10e | Jakob Söderqvist      | Suède      | Lidl-Trek Future Racing    | + 0 s |

## Classements finals

### Classement général final
| \| Classement général \| Classement général \| Classement général \| Classement général \| Classement général \| \| Coureur \| Coureur \| Pays \| Équipe \| Temps \| \| ------------------ \| --------------------- \| ------------------ \| -------------------------- \| ------------------ \| \| 1er \| Jonas Vingegaard \| Danemark \| Team Visma \\| Lease a Bike \| 13 h 19 min 30 s \| \| 2e \| João Almeida \| Portugal \| UAE Team Emirates XRG \| + 15 s \| \| 3e \| Laurens De Plus \| Belgique \| Ineos Grenadiers \| + 24 s \| \| 4e \| Romain Grégoire \| France \| Groupama-FDJ \| + 36 s \| \| 5e \| Maximilian Schachmann \| Allemagne \| Soudal Quick-Step \| + 40 s \| \| 6e \| Neilson Powless \| États-Unis \| EF Education-EasyPost \| + 43 s \| \| 7e \| Ilan Van Wilder \| Belgique \| Soudal Quick-Step \| + 48 s \| \| 8e \| Primož Roglič \| Slovénie \| Red Bull-Bora-Hansgrohe \| + 53 s \| \| 9e \| Tao Geoghegan Hart \| Royaume-Uni \| Lidl-Trek \| + 54 s \| \| 10e \| Jan Christen \| Suisse \| UAE Team Emirates XRG \| + 57 s \| |                       |             |                            |                  |
| |                       |             |                            |                  |
| |                       |             |                            |                  |
| Classement général |                       |             |                            |                  |
| Coureur | Coureur               | Pays        | Équipe                     | Temps            |
| 1er | Jonas Vingegaard      | Danemark    | Team Visma \| Lease a Bike | 13 h 19 min 30 s |
| 2e | João Almeida          | Portugal    | UAE Team Emirates XRG      | + 15 s           |
| 3e | Laurens De Plus       | Belgique    | Ineos Grenadiers           | + 24 s           |
| 4e | Romain Grégoire       | France      | Groupama-FDJ               | + 36 s           |
| 5e | Maximilian Schachmann | Allemagne   | Soudal Quick-Step          | + 40 s           |
| 6e | Neilson Powless       | États-Unis  | EF Education-EasyPost      | + 43 s           |
| 7e | Ilan Van Wilder       | Belgique    | Soudal Quick-Step          | + 48 s           |
| 8e | Primož Roglič         | Slovénie    | Red Bull-Bora-Hansgrohe    | + 53 s           |
| 9e | Tao Geoghegan Hart    | Royaume-Uni | Lidl-Trek                  | + 54 s           |
| 10e | Jan Christen          | Suisse      | UAE Team Emirates XRG      | + 57 s           |

### Classements annexes
| Classement par points | Classement par points | Classement par points | Classement par points      | Classement par points |
| Coureur               | Coureur               | Pays                  | Équipe                     | Points                |
| --------------------- | --------------------- | --------------------- | -------------------------- | --------------------- |
| 1er                   | Jordi Meeus           | Belgique              | Red Bull-Bora-Hansgrohe    | 45 pts                |
| 2e                    | Milan Fretin          | Belgique              | Cofidis                    | 35 pts                |
| 3e                    | Wout van Aert         | Belgique              | Team Visma \| Lease a Bike | 24 pts                |
| 4e                    | Jonas Vingegaard      | Danemark              | Team Visma \| Lease a Bike | 20 pts                |
| 5e                    | Filippo Ganna         | Italie                | Ineos Grenadiers           | 20 pts                |
| 6e                    | João Almeida          | Portugal              | UAE Team Emirates XRG      | 17 pts                |
| 7e                    | Madis Mihkels         | Estonie               | EF Education-EasyPost      | 16 pts                |
| 8e                    | Jan Christen          | Suisse                | UAE Team Emirates XRG      | 15 pts                |
| 9e                    | Casper van Uden       | Pays-Bas              | Team Picnic-PostNL         | 15 pts                |
| 10e                   | Laurens De Plus       | Belgique              | Ineos Grenadiers           | 13 pts                |

| Classement par points | Classement par points | Classement par points | Classement par points      | Classement par points |
| Coureur               | Coureur               | Pays                  | Équipe                     | Points                |
| --------------------- | --------------------- | --------------------- | -------------------------- | --------------------- |
| 1er                   | Jordi Meeus           | Belgique              | Red Bull-Bora-Hansgrohe    | 45 pts                |
| 2e                    | Milan Fretin          | Belgique              | Cofidis                    | 35 pts                |
| 3e                    | Wout van Aert         | Belgique              | Team Visma \| Lease a Bike | 24 pts                |
| 4e                    | Jonas Vingegaard      | Danemark              | Team Visma \| Lease a Bike | 20 pts                |
| 5e                    | Filippo Ganna         | Italie                | Ineos Grenadiers           | 20 pts                |
| 6e                    | João Almeida          | Portugal              | UAE Team Emirates XRG      | 17 pts                |
| 7e                    | Madis Mihkels         | Estonie               | EF Education-EasyPost      | 16 pts                |
| 8e                    | Jan Christen          | Suisse                | UAE Team Emirates XRG      | 15 pts                |
| 9e                    | Casper van Uden       | Pays-Bas              | Team Picnic-PostNL         | 15 pts                |
| 10e                   | Laurens De Plus       | Belgique              | Ineos Grenadiers           | 13 pts                |

| Classement de la montagne | Classement de la montagne | Classement de la montagne | Classement de la montagne | Classement de la montagne |
| Coureur                   | Coureur                   | Pays                      | Équipe                    | Points                    |
| ------------------------- | ------------------------- | ------------------------- | ------------------------- | ------------------------- |
| 1er                       | Nicolás Tivani            | Argentine                 | Aviludo-Louletano-Loulé   | 28 pts                    |
| 2e                        | João Almeida              | Portugal                  | UAE Team Emirates XRG     | 14 pts                    |
| 3e                        | Johan Jacobs              | Suisse                    | Groupama-FDJ              | 13 pts                    |
| 4e                        | Jan Christen              | Suisse                    | UAE Team Emirates XRG     | 12 pts                    |
| 5e                        | Brent Van Moer            | Belgique                  | Lotto                     | 9 pts                     |
| 6e                        | Warre Vangheluwe          | Belgique                  | Soudal Quick-Step         | 9 pts                     |
| 7e                        | Laurens De Plus           | Belgique                  | Ineos Grenadiers          | 6 pts                     |
| 8e                        | Primož Roglič             | Slovénie                  | Red Bull-Bora-Hansgrohe   | 6 pts                     |
| 9e                        | Tobias Bayer              | Autriche                  | Alpecin-Deceuninck        | 6 pts                     |
| 10e                       | Calum Johnston            | Royaume-Uni               | Caja Rural-Seguros RGA    | 4 pts                     |

| Classement de la montagne | Classement de la montagne | Classement de la montagne | Classement de la montagne | Classement de la montagne |
| Coureur                   | Coureur                   | Pays                      | Équipe                    | Points                    |
| ------------------------- | ------------------------- | ------------------------- | ------------------------- | ------------------------- |
| 1er                       | Nicolás Tivani            | Argentine                 | Aviludo-Louletano-Loulé   | 28 pts                    |
| 2e                        | João Almeida              | Portugal                  | UAE Team Emirates XRG     | 14 pts                    |
| 3e                        | Johan Jacobs              | Suisse                    | Groupama-FDJ              | 13 pts                    |
| 4e                        | Jan Christen              | Suisse                    | UAE Team Emirates XRG     | 12 pts                    |
| 5e                        | Brent Van Moer            | Belgique                  | Lotto                     | 9 pts                     |
| 6e                        | Warre Vangheluwe          | Belgique                  | Soudal Quick-Step         | 9 pts                     |
| 7e                        | Laurens De Plus           | Belgique                  | Ineos Grenadiers          | 6 pts                     |
| 8e                        | Primož Roglič             | Slovénie                  | Red Bull-Bora-Hansgrohe   | 6 pts                     |
| 9e                        | Tobias Bayer              | Autriche                  | Alpecin-Deceuninck        | 6 pts                     |
| 10e                       | Calum Johnston            | Royaume-Uni               | Caja Rural-Seguros RGA    | 4 pts                     |

| Classement du meilleur jeune | Classement du meilleur jeune | Classement du meilleur jeune | Classement du meilleur jeune     | Classement du meilleur jeune |
| Coureur                      | Coureur                      | Pays                         | Équipe                           | Temps                        |
| ---------------------------- | ---------------------------- | ---------------------------- | -------------------------------- | ---------------------------- |
| 1er                          | Romain Grégoire              | France                       | Groupama-FDJ                     | 13 h 20 min 06 s             |
| 2e                           | Jan Christen                 | Suisse                       | UAE Team Emirates XRG            | + 21 s                       |
| 3e                           | António Morgado              | Portugal                     | UAE Team Emirates XRG            | + 39 s                       |
| 4e                           | Max Poole                    | Royaume-Uni                  | Team Picnic-PostNL               | + 51 s                       |
| 5e                           | Brieuc Rolland               | France                       | Groupama-FDJ                     | + 8 min 26 s                 |
| 6e                           | Lucas Lopes                  | Portugal                     | Rádio Popular-Paredes-Boavista   | + 11 min 04 s                |
| 7e                           | Jakob Söderqvist             | Suède                        | Lidl-Trek                        | + 16 min 31 s                |
| 8e                           | Madis Mihkels                | Estonie                      | EF Education-EasyPost            | + 18 min 34 s                |
| 9e                           | Duarte Domingues             | Portugal                     | Credibom-LA Alumínios-Marcos Car | + 19 min 45 s                |
| 10e                          | Bryan Olivo                  | Italie                       | Bahrain-Victorious               | + 21 min 21 s                |

| Classement du meilleur jeune | Classement du meilleur jeune | Classement du meilleur jeune | Classement du meilleur jeune     | Classement du meilleur jeune |
| Coureur                      | Coureur                      | Pays                         | Équipe                           | Temps                        |
| ---------------------------- | ---------------------------- | ---------------------------- | -------------------------------- | ---------------------------- |
| 1er                          | Romain Grégoire              | France                       | Groupama-FDJ                     | 13 h 20 min 06 s             |
| 2e                           | Jan Christen                 | Suisse                       | UAE Team Emirates XRG            | + 21 s                       |
| 3e                           | António Morgado              | Portugal                     | UAE Team Emirates XRG            | + 39 s                       |
| 4e                           | Max Poole                    | Royaume-Uni                  | Team Picnic-PostNL               | + 51 s                       |
| 5e                           | Brieuc Rolland               | France                       | Groupama-FDJ                     | + 8 min 26 s                 |
| 6e                           | Lucas Lopes                  | Portugal                     | Rádio Popular-Paredes-Boavista   | + 11 min 04 s                |
| 7e                           | Jakob Söderqvist             | Suède                        | Lidl-Trek                        | + 16 min 31 s                |
| 8e                           | Madis Mihkels                | Estonie                      | EF Education-EasyPost            | + 18 min 34 s                |
| 9e                           | Duarte Domingues             | Portugal                     | Credibom-LA Alumínios-Marcos Car | + 19 min 45 s                |
| 10e                          | Bryan Olivo                  | Italie                       | Bahrain-Victorious               | + 21 min 21 s                |

| Classement par équipes | Classement par équipes     | Classement par équipes | Classement par équipes |
| Équipe                 | Équipe                     | Pays                   | Temps                  |
| ---------------------- | -------------------------- | ---------------------- | ---------------------- |
| 1re                    | UAE Team Emirates XRG      | Émirats arabes unis    | 40 h 01 min 06 s       |
| 2e                     | Lidl-Trek                  | États-Unis             | + 2 min 03 s           |
| 3e                     | Tudor Pro Cycling Team     | Suisse                 | + 5 min 22 s           |
| 4e                     | EF Education-EasyPost      | États-Unis             | + 5 min 53 s           |
| 5e                     | Cofidis                    | France                 | + 6 min 01 s           |
| 6e                     | Alpecin-Deceuninck         | Belgique               | + 6 min 06 s           |
| 7e                     | Team Visma \| Lease a Bike | Pays-Bas               | + 6 min 07 s           |
| 8e                     | Soudal Quick-Step          | Belgique               | + 6 min 15 s           |
| 9e                     | Groupama-FDJ               | France                 | + 8 min 47 s           |
| 10e                    | Ineos Grenadiers           | Royaume-Uni            | + 9 min 27 s           |

| Classement par équipes | Classement par équipes     | Classement par équipes | Classement par équipes |
| Équipe                 | Équipe                     | Pays                   | Temps                  |
| ---------------------- | -------------------------- | ---------------------- | ---------------------- |
| 1re                    | UAE Team Emirates XRG      | Émirats arabes unis    | 40 h 01 min 06 s       |
| 2e                     | Lidl-Trek                  | États-Unis             | + 2 min 03 s           |
| 3e                     | Tudor Pro Cycling Team     | Suisse                 | + 5 min 22 s           |
| 4e                     | EF Education-EasyPost      | États-Unis             | + 5 min 53 s           |
| 5e                     | Cofidis                    | France                 | + 6 min 01 s           |
| 6e                     | Alpecin-Deceuninck         | Belgique               | + 6 min 06 s           |
| 7e                     | Team Visma \| Lease a Bike | Pays-Bas               | + 6 min 07 s           |
| 8e                     | Soudal Quick-Step          | Belgique               | + 6 min 15 s           |
| 9e                     | Groupama-FDJ               | France                 | + 8 min 47 s           |
| 10e                    | Ineos Grenadiers           | Royaume-Uni            | + 9 min 27 s           |

### Classement UCI
La course attribue des points au Classement mondial UCI 2025 selon le barème suivant :
| Position           | 1er | 2e  | 3e  | 4e  | 5e | 6e | 7e | 8e | 9e | 10e | 11e | 12e | 13e | 14e | 15e | 16e à 30e | 31e à 40e |
| Classement général | 200 | 150 | 125 | 100 | 85 | 70 | 60 | 50 | 40 | 35  | 30  | 25  | 20  | 15  | 10  | 5         | 3         |
| Par étape          | 20  | 10  | 5   |     |    |    |    |    |    |     |     |     |     |     |     |           |           |
| Leader, par étape  | 5   |     |     |     |    |    |    |    |    |     |     |     |     |     |     |           |           |

## Évolution des classements
| Étape              | Vainqueur          | Classement général | Classement par points | Classement de la montagne | Classement du meilleur jeune | Classement par équipes |
| ------------------ | ------------------ | ------------------ | --------------------- | ------------------------- | ---------------------------- | ---------------------- |
| 1                  | étape annulée      | étape annulée      | étape annulée         | étape annulée             | étape annulée                | étape annulée          |
| 2                  | Jan Christen       | Jan Christen       | Jan Christen          | Jan Christen              | Jan Christen                 | UAE Emirates XRG       |
| 3                  | Jordi Meeus        | Jan Christen       | Jordi Meeus           | Nicolás Tivani            | Jan Christen                 | UAE Emirates XRG       |
| 4                  | Milan Fretin       | Jan Christen       | Jordi Meeus           | Nicolás Tivani            | Jan Christen                 | UAE Emirates XRG       |
| 5                  | Jonas Vingegaard   | Jonas Vingegaard   | Jordi Meeus           | Nicolás Tivani            | Romain Grégoire              | UAE Emirates XRG       |
| Classements finals | Classements finals | Jonas Vingegaard   | Jordi Meeus           | Nicolás Tivani            | Romain Grégoire              | UAE Emirates XRG       |

## Liste des participants
| Légende | Légende                                                                     | Légende | Légende                                                    |
| ------- | --------------------------------------------------------------------------- | ------- | ---------------------------------------------------------- |
| Num     | Dossard de départ porté par le coureur sur cette Figueira Champions Classic | Pos     | Position à l'arrivée de la course                          |
|         | Indique un maillot de champion national ou mondial, suivi de sa spécialité  | NP      | Indique un coureur qui n'a pas pris le départ de la course |
| AB      | Indique un coureur qui n'a pas terminé la course                            | HD      | Indique un coureur qui a terminé la course hors des délais |